# Patrice Cabanel
Patrice Cabanel (Argenteuil, 11 d'abril de 1957 - Isles-lès-Villenoy, 12 de juny de 2005) és un director, productor i actor francès de cinema pornogràfic.
Patrice Cabanel va viure una joventut difícil, durant un temps en la petita delinqüència i després va fer feines ocasionals, com un bussejador o un venedor de gelats a la Foire du Trône. Després d'una cura antialcohòlica, comença un reciclatge professional i es converteix en un fotògraf eròtic. Després va passar a la direcció i al llarg dels anys va treballar per a estudis com Alkrys, JTC Vidéo o Blue One. Va fundar la seva pròpia productora, Fantas, i va rodar molts vídeos porno amateurs populars a les sex-shops en aquell moment (sobretot la sèrie Pourquoi pas vous?, que permetia als aficionats a la pornografia filmar amb actrius), però també pel·lícules amb guió.
Patrice Cabanel debuta amb diverses futures estrelles del gènere en les seves pel·lícules amateurs, com Tabatha Cash o Élodie Chérie. Els seus llargmetratges amb guió es distingeixen per donar sovint un lloc important a l'humor, mitjançant gags o situacions boges. Ell mateix fa aparicions puntuals davant la càmera, en les seves pròpies pel·lícules o en les d'altres directors porno, de vegades sense participar en les escenes de sexe o, per contra, participar-hi. Va morir d'una insuficiència cardíaca el 2005.